# Asphondylia callicarpae
Asphondylia callicarpae är en tvåvingeart som beskrevs av Ephraim Porter Felt 1918. Asphondylia callicarpae ingår i släktet Asphondylia och familjen gallmyggor. Inga underarter finns listade i Catalogue of Life.